# Stati membri della NATO

Gli attuali membri della NATO evidenziati in blu.

Cronologia dei Paesi entrati nella NATO fino al 2023. In blu sono evidenziate le nazioni che erano già membri della NATO nell'anno scritto in alto a sinistra. L'azzurro indica i nuovi membri.

L'Organizzazione del Trattato dell'Atlantico del Nord (in inglese: North Atlantic Treaty Organization, in sigla NATO; in francese: Organisation du Traité de l'Atlantique Nord, in sigla OTAN) è un'alleanza militare internazionale composta da 32 Stati membri provenienti da Europa, Nord America e Vicino Oriente che venne istituita con la firma del Patto Atlantico il 4 aprile 1949. L'articolo cinque del trattato afferma che se si verifica un attacco armato contro uno degli Stati membri, sarà considerato un attacco contro tutti i membri e gli altri membri assisteranno il membro attaccato, con le proprie forze armate se necessario.
Delle 32 nazioni membri, 29 si trovano principalmente in Europa, due in Nord America ed uno in Vicino Oriente. Tra il 1994 ed il 1997 sono stati istituiti dei forum più ampi per la collaborazione fra la NATO e gli Stati confinanti, tra cui il Partenariato per la Pace, l'iniziativa del Dialogo Mediterraneo ed il Partenariato Euro-Atlantico.
Tutti gli Stati membri hanno delle forze armate, ad eccezione dell'Islanda, che non ha un esercito (ma ha una guardia costiera ed una piccola unità di specialisti civili per le operazioni della NATO). Tre dei membri della NATO posseggono delle armi nucleari: Francia, Regno Unito e Stati Uniti d'America. Oltre ai 12 fondatori originari, tra il 1952 ed il 1955 si unirono altri 3 membri, e nel 1982 si unì un altro membro. Dopo la fine della guerra fredda, la NATO ha poi aggiunto altri 16 membri.
La NATO attualmente riconosce la  Bosnia ed Erzegovina, Georgia, Ucraina come aspiranti membri grazie alla sua politica di allargamento "Open Doors".

## Fondazione e modifiche dei membri
19 nazioni sono entrate a far parte della NATO dalla sua fondazione nel 1949 da 12 Paesi (Belgio, Canada, Danimarca, Francia, Islanda, Italia, Lussemburgo, Paesi Bassi, Norvegia, Portogallo, Regno Unito e Stati Uniti d'America); la Francia è uscita dal comando militare integrato nel 1966, e poi rientrata nel 2009.
Il più grande incremento dei membri si è verificato nel 2004, quando 7 Paesi hanno aderito.
Le aggiunte del XX secolo includevano la Grecia e la Turchia nel 1952, la Germania Ovest nel 1955 e la Spagna nel 1982. Tre Paesi che in precedenza facevano parte del Patto di Varsavia, ovvero l'Ungheria, la Repubblica Ceca e la Polonia nel 1999. Nel 1990, con la riunificazione tedesca, il territorio che prima faceva parte della Germania Est entrò nella NATO.
Nel 2004 sette nazioni entrarono a far parte della NATO: Bulgaria, Estonia, Lettonia, Lituania, Romania, Slovacchia, Slovenia. Nel 2009 entrarono l'Albania e la Croazia, nel 2017 Montenegro e nel 2020 la Macedonia del Nord.
Il 31 marzo 2023, la Finlandia è stata ufficialmente approvata come nuovo membro della NATO dopo aver firmato il protocollo di adesione alla NATO ed al termine della procedura di ratifica da parte di tutti i 30 Stati membri. Il 4 aprile 2023, è pertanto entrata ufficialmente nella NATO come 31° membro di questa organizzazione.
Il 7 marzo 2024 la Svezia è stata ufficialmente approvata come nuovo membro della NATO dopo aver firmato il protocollo di adesione alla NATO ed al termine della procedura di ratifica da parte di tutti i 31 Stati membri. L’11 marzo 2024, è pertanto diventata il 32° membro dell’organizzazione.

## Stati membri
| Bandiera        | Mappa             | Stato membro          | Capitale    | Data di accessione | Popolazione | Area                     |
| --------------- | ----------------- | --------------------- | ----------- | ------------------ | ----------- | ------------------------ |
|                 |                   | Albania               | Tirana      | 1 aprile 2009      | 3 088 385   | 28 748 km2               |
|                 |                   | Belgio                | Bruxelles   | 24 agosto 1949     | 11 778 842  | 30 528 km2               |
|                 |                   | Bulgaria              | Sofia       | 29 marzo 2004      | 6 919 180   | 110 879 km2              |
|                 |                   | Canada                | Ottawa      | 24 agosto 1949     | 37 943 231  | 9 984 670 km2            |
|                 |                   | Croazia               | Zagabria    | 1 aprile 2009      | 4 208 973   | 56 594 km2               |
|                 |                   | Repubblica Ceca       | Praga       | 12 marzo 1999      | 10 702 596  | 78 867 km2               |
|                 |                   | Danimarca             | Copenhagen  | 24 agosto 1949     | 5 894 687   | 42 943 km2 2 210 573 km2 |
|                 |                   | Estonia               | Tallinn     | 29 marzo 2004      | 1 220 042   | 45 228 km2               |
| Flag of Finland |                   | Finlandia             | Helsinki    | 4 aprile 2023      | 5 536 146   | 338 424 km2              |
|                 |                   | Francia               | Parigi      | 24 agosto 1949     | 68 084 217  | 643 427 km2              |
|                 |                   | Germania              | Berlino     | 8 maggio 1955      | 79 903 481  | 357 022 km2              |
|                 |                   | Grecia                | Atene       | 18 febbraio 1952   | 10 569 703  | 131 957 km2              |
|                 |                   | Ungheria              | Budapest    | 12 marzo 1999      | 9 728 337   | 93 028 km2               |
|                 |                   | Islanda               | Reykjavík   | 24 agosto 1949     | 354 234     | 103 000 km2              |
| Flag of Italy   | Map showing Italy | Italia                | Roma        | 24 agosto 1949     | 62 390 364  | 301 340 km2              |
|                 |                   | Lettonia              | Riga        | 29 marzo 2004      | 1 862 687   | 64 589 km2               |
|                 |                   | Lituania              | Vilnius     | 29 marzo 2004      | 2 711 566   | 65 300 km2               |
|                 |                   | Lussemburgo           | Lussemburgo | 24 agosto 1949     | 639 589     | 2 586 km2                |
|                 |                   | Montenegro            | Podgorica   | 5 giugno 2017      | 607 414     | 13 812 km2               |
|                 |                   | Paesi Bassi           | Amsterdam   | 24 agosto 1949     | 17 337 403  | 41 543 km2               |
|                 |                   | Macedonia del Nord    | Skopje      | 27 marzo 2020      | 2 128 262   | 25 713 km2               |
|                 |                   | Norvegia              | Oslo        | 24 agosto 1949     | 5 509 591   | 323 802 km2              |
|                 |                   | Polonia               | Varsavia    | 12 marzo 1999      | 38 185 913  | 312 685 km2              |
|                 |                   | Portogallo            | Lisbona     | 24 agosto 1949     | 10 263 850  | 92 090 km2               |
|                 |                   | Romania               | Bucarest    | 29 marzo 2004      | 21 230 362  | 238 391 km2              |
|                 |                   | Slovacchia            | Bratislava  | 29 marzo 2004      | 5 436 066   | 49 035 km2               |
|                 |                   | Slovenia              | Lubiana     | 29 marzo 2004      | 2 102 106   | 20 273 km2               |
|                 |                   | Spagna                | Madrid      | 30 maggio 1982     | 47 260 584  | 505 370 km2              |
|                 |                   | Svezia                | Stoccolma   | 11 marzo 2024      | 10 468 482  | 450 295 km2              |
|                 |                   | Turchia               | Ankara      | 18 febbraio 1952   | 82 482 383  | 783 562 km2              |
|                 |                   | Regno Unito           | Londra      | 24 agosto 1949     | 67 081 000  | 243 610 km2              |
|                 |                   | Stati Uniti d'America | Washington  | 24 agosto 1949     | 334 998 398 | 9 833 520 km2            |